# Formica elongata
Formica elongata é uma espécie de formiga do gênero Formica, pertencente à subfamília Formicinae.